# Ukkosaari (ö i Södra Savolax, S:t Michel, lat 62,02, long 26,91)
Ukkosaari är en ö i Finland. Den ligger i sjön Soukkio och i kommunen Kangasniemi i den ekonomiska regionen  S:t Michel och landskapet Södra Savolax, i den södra delen av landet, 230 km nordost om huvudstaden Helsingfors. Öns area är 0,4 hektar och dess största längd är 110 meter i sydöst-nordvästlig riktning.